# رابطة صناعة الحاسوب والاتصالات
رابطة صناعة الحاسوب والاتصالات (بالإنجليزية: Computer & Communication Industry Association) هي منظمة استشارية يقع مقرها في واشنطن، تمثل المنظمة مجموعة من الشركات الكبرى العاملة في مجال الحوسبة، الإنترنت، تقنية المعلومات، وصناعة الاتصالات. وفقًا لموقع المنظمة فإنها «تدعم الأسواق المفتوحة، الأنظمة المفتوحة، والشبكات المفتوحة، والمنافسة الكاملة العادلة والمفتوحة». المنظمة تعمل ضد براءات الاختراع في سوق تقنية المعلومات، وتدعم عدد من الإصلاحات في براءات الاختراع تؤدي إلى إضعاف الحماية لبراءات الاختراع، خاصة براءات اختراع البرمجيات. توصف الحملة التي تقودها المنظمة في هذا السياق بأنها مضادة لتحالف وينتل.
أعضاء الرابطة شركات مثل غوغل ومايكروسوفت وأوراكل وياهو! وإيه إم دي وصن مايكروسيستمز.

## وصلات خارجية
- رابطة صناعة الحاسوب والاتصالات